# Nonaville
Nonaville is een gemeente in het Franse departement Charente (regio Nouvelle-Aquitaine) en telt 149 inwoners (1999). De plaats maakt deel uit van het arrondissement Cognac.

## Geschiedenis
Nonaville is op 1 januari 2017 gefuseerd met de gemeenten Éraville, Malaville, Touzac en Viville tot de gemeente Bellevigne.

## Geografie
De oppervlakte van Nonaville bedraagt 6,8 km², de bevolkingsdichtheid is 21,9 inwoners per km².
De onderstaande kaart toont de ligging van Nonaville met de belangrijkste infrastructuur en aangrenzende gemeenten.

## Demografie
Onderstaande figuur toont het verloop van het inwonertal.